# Olof Andrén (läkare)
Anders Olof Valentin Andrén, född 16 oktober 1891 i Svenarums församling, Jönköpings län, död 13 augusti 1983 i Nässjö, var en svensk läkare och hembygdsforskare.

## Biografi
Olof Andrén var son till överlärare Justus Andrén och Selma, ogift Sandstedt. Han blev medicine licentiat i Stockholm 1921 och hade olika förordnanden som amanuens och underläkare 1920–1923. Han var järnvägsläkare 1924–1943 och sjukhusläkare 1930–1942 i Nässjö samt lasarettsläkare där 1943–1957. Andrén var ledamot av Nässjö stadsfullmäktige 1926–1953 samt landstingsman i Jönköpings län 1934–1963. Han var riddare av Vasaorden och hade i övrigt utmärkelserna Patriotiska Sällskapets stora medalj i guld, Röda Korsets förtjänstmedalj, Finska minnesmedaljen Pro benignitate humana samt Skid- och friluftsfrämjandets guldmedalj. Han författade också skrifter. Andrén vände sig emot det så kallade dansbaneeländet vilket 1938 gav sig uttryck i ett kapitel med rubriken Ett hot mot ungdomens framtid och hälsa i skriften Dansbanan: några allvarsord till unga och gamla som han gav ut tillsammans med Olov Hartman och Göran Palm. 
Från 1919 var han gift med Elsa Arfvidson (1895–2000), dotter till grosshandlare Carl Arfvidson och Hilda, ogift Sandelin. De fick barnen Sven 1920, Tore 1921 och Göran Andrén 1925 samt Berit, gift Hyland 1933. Genom den sistnämnda var Andrén morfar till journalisten Niklas Hyland.